# Ithobaal II
Ithobaal II fut roi de Sidon et de Tyr vers 694-682

## Règne
Après avoir chassé de son trône Louli qui s'enfuit de Tyr à Chypre, Sennachérib, nomme roi de Sidon un certain « Toubaalou », c'est-à-dire  Ihtobaal II. Il semble que ce dernier devienne également roi de Tyr après la disparition définitive de Louli.
En 677 sous Assarhaddon selon les annales royales assyriennes, le roi Abdi-Milkouti successeur d'Ithobaal II règne à Sidon. Il est détrôné et exécuté après s'être allié à un roi de Cilicie nommé Sandouari et les villes de Maaroubbou et Sarepta sont données à Baal Ier roi de Tyr, lui aussi successeur d'Ithobaal II, et qui était un demeuré un vassal fidèle de l'Assyrie.

## Sources
- Véronique Krings, La Civilisation phénicienne et punique : manuel de recherche, Brill, 1995.  (ISBN 9004100687)
- Sabatino Moscati, Les Phéniciens, Librairie Arthème, Fayard, 1971.  (ISBN 2501003543)